# Afonso Bezerra
Pour les articles homonymes, voir Bezerra.
Afonso Bezerra est une municipalité brésilienne située dans l'État du Rio Grande do Norte.